# Neonode
Neonode nasce come società produttrice di telefoni cellulari, fondata nel 2001 in Svezia da Magnus Goertz e Thomas Eriksson.
Neonode opera in tre aree di business: soluzioni HMI, prodotti HMI e soluzioni di telerilevamento. Nelle soluzioni HMI, Neonode offre soluzioni di controllo tattile e gestuale personalizzate. Nei prodotti HMI, Neonode fornisce moduli sensore plug-and-play che consentono il tocco su qualsiasi superficie, il tocco in aria e il controllo dei gesti. Nelle soluzioni di rilevamento remoto, Neonode offre una piattaforma software per il monitoraggio del conducente e della cabina.
Al 2019, la tecnologia Neonode era utilizzata in oltre 73 milioni di prodotti e l'azienda deteneva più di 120 brevetti in tutto il mondo. La base clienti di Neonode comprende aziende Fortune 500 nei settori dell'elettronica di consumo, apparecchiature per ufficio, medicina, avionica e industria automobilistica.

## Storia

### Dispositivi prodotti
Alla fiera tedesca del CeBit 2002 Neonode presenta il primo prototipo di dispositivo con touch screen ottico (né capacitivo né resistivo). Nel 2003 viene annunciato il Neonode N1, telefono cellulare con dimensioni di 88 x 52 x 21 millimetri, processore ARM 922T da 220 MHz, schermo TFT 2,2" optical touch con risoluzione 176 x 220 pixel senza necessità di usare un pennino, Windows CE.NET come sistema operativo, fotocamera VGA, 64 MB di memoria interna con espansione SD/MMC fino a 1 GB e browser WAP 2.0/xHTML/HTML. La connettività è GSM triband e GPRS e il dispositivo viene messo in vendita nel secondo trimestre 2004.
Nel 2005 viene annunciato il Neonode N1m, aggiornamento dell'N1 con fotocamera da 1 megapixel e riproduzione di file musicali MP3/AAC/AAC+/WMA/OGG/AMR e video WMV/MP4.
A febbraio 2007 viene annunciato e nel terzo trimestre 2007 messo in vendita il Neonode N2, con dimensioni di 77 x 47 x 14,7 millimetri, connettività GSM quadband e GPRS, peso di 70 grammi, schermo TFT 2,0" optical touch 176 x 200 pixel, fotocamera 2 megapixel, Bluetooth, browser WAP 2.0/xHTML/HTML, riproduzione di file MP3/WMA/MPEG/WMV. In confezione furono inclusi una scheda miniSD da 1 GB, cavo USB, caricabatteria e cuffie in-ear.
Il 9 dicembre 2008 Neonode dichiarò bancarotta per mancanza di fondi, ma viene rifondata da Thomas Eriksson.
Attualmente Neonode si occupa della tecnologia brevettata zForce, tecnologia che consente l'uso del touch su qualsiasi schermo e con qualsiasi oggetto. Nel 2010 vengono presentati i concept ClearTouch e SAT con zForce e Sony lancia degli e-reader con la tecnologia zForce (i modelli Pocket Edition, Touch Edition e Daily Edition).
Nel 2016 Neonode crea AirBar, un dispositivo che con la tecnologia zForce Air rende touchscreen schermi di computer non touch.